# Zosterop verd
El zosterop verd (Zosterops stuhlmanni) és un ocell de la família dels zosteròpids (Zosteropidae).

## Hàbitat i distribució
Habita sabanes amb acàcies i boscos de les terres altes del nord-oest de Tanzània, Uganda i est i nord-est de la República Democràtica del Congo.

## Taxonomia
Considerat sovint un grup de subespècies de Zosterops senegalensis, el Congrés Ornitològic Internacional, versió 11.1, 2021 el classifica com una espècie de ple dret, arran els treballs de Cox et al. 2014